# Ilha do Macuco
A Ilha do Macuco está localizada a Oeste da Reserva Biológica Marinha do Arvoredo (fora de seus limites), no estado brasileiro de Santa Catarina. É também conhecida como Ilha do Amendoim e possui águas calmas e atrai mergulhadores e pescadores em geral.